# Acta Mathematica Hungarica
Pour les articles homonymes, voir Acta.
Cet article possède un paronyme, voir Acta Mathematica.
 Acta Mathematica Hungarica st une revue mathématique à évaluation par les pairs  de l'Académie hongroise des sciences, publiée par Akadémiai Kiadó et Springer Science+Business Media. Le journal existe depuis 1950 ; il publie des articles de mathématiques en rapport avec des travaux de mathématiciens hongrois.

## Description
Le journal, fondé en 1950, s'appelait Acta Mathematica Academiae Scientiarum Hungaricae jusqu'en 1952. Le rédacteur en chef est Imre Bárány, le rédacteur honoraire est Ákos Császár ; les éditeurs sont les mathématiciens membres de l’Académie hongroise des sciences.
Le journal publie des articles de mathématiques pures, et occasionnellement de mathématiques appliquées en rapport avec des travaux de mathématiciens hongrois. 
Depuis 2014, le journal publie 3 volumes par an ; chaque volumes est composé de 2 numéros. À titre d'illustration, sont parus en 2019 les volumes 157, 158 et 159. Le volume 159 comporte près de 700 pages pour ses 2 numéros. Auparavant, le journal publiait 3 volumes annuels composés chacun de 4 numéros.
Le numéro 2 du volume 161, d'août 2020, est un numéro spécial en l'honneur du 80e anniversaire de Endre Szemerédi.

## Résumés et indexation
Le journal est indexé, et des résumés sont publiés dans les bases usuelles de  Springer, et notamment dans Mathematical Reviews, Zentralblatt MATH, Science Citation Index,  Journal Citation Reports/Science Edition, Scopus. En 2019, son Mathematical Citation Quotient (MCQ) est 0,45, le  facteur d'impact est 0,588. 